# Fear and Loathing in Las Vegas (film)
Fear and Loathing in Las Vegas är en amerikansk svart humoristisk dramafilm från 1998, baserad på Hunter S. Thompsons roman med samma namn från 1971 (på svenska 1980: Las Vegas: en grym resa till hjärtat av den amerikanska drömmen). 
Filmen regisserades av Terry Gilliam, med Johnny Depp och Benicio del Toro i huvudrollerna som Raoul Duke och Dr. Gonzo. I övriga biroller märks bland andra Hollywood-celebriteter som Toby Maguire, Christina Ricci, Ellen Barkin, Cameron Diaz och Harry Dean Stanton, liksom musiker som Flea och Lyle Lovett.
Efter premiären på filmfestivalen i Cannes 1998 fick filmen blandad kritik  och drog måttligt med publik , men har i efterhand blivit något av en kultfilm, framför allt sedan den 2003 släppts i en specialutgåva på DVD – vilket också resulterat i att boken tryckts i nya upplagor.
| ”                                  | It tells no story at all. Little episodes of no particular import come and go...But the movie is too grotesque to be entered emotionally." | „ |
| – Steven Hunter i Washington Post. | |   |

## Förhistoria
Först att vilja göra film baserad på Thompsons bok sägs ha varit animatören Ralph Bakshi, men av det blev intet. I mitten av 1970-talet försökte både Martin Scorsese och Oliver Stone ta upp projektet, utan att lyckas. Senare var även Lee Tamahori påtänkt som regissör, innan uppdraget slutligen gick till Gilliam.
För huvudrollerna övervägdes såväl Jack Nicholson och Marlon Brando som John Malkovich och John Cusack innan Gilliam fastnade för Johnny Depp.

## Priser och nomineringar
Vid Cannes-festivalen 1998 nominerades regissören Terry Gilliam för Guldpalmen. Senare samma år fick Johnny Depp pris som bästa utländska skådespelare av ryska filmkritiker (Russian Guild of Film Critics). Å andra sidan nominerades både Depp och del Toro av Stinkers Bad Movie Awards som "sämsta par på filmduken", och del Toro nominerades dessutom för sämsta biroll.

## Rollista (i urval)
| Johnny Depp        | – Raoul Duke / Hunter S. Thompson |
| Benicio del Toro   | – Dr. Gonzo / Oscar Z. Acosta     |
| Tobey Maguire      | – liftare                         |
| Ellen Barkin       | – servitris på North Star Cafe    |
| Gary Busey         | – polis                           |
| Christina Ricci    | – Lucy                            |
| Mark Harmon        | – tidningsreporter                |
| Cameron Diaz       | – blond TV-reporter               |
| Katherine Helmond  | – receptionist på Mint Hotel      |
| Michael Jeter      | – L. Ron Bumquist                 |
| Penn Jillette      | – talare                          |
| Craig Bierko       | – Lacerda                         |
| Harry Dean Stanton | – domare                          |

## Soundtrack
Utöver nedanstående låtar hörs i slutscenen Rolling Stones "Jumpin Jack Flash". Gilliam hade velat inkludera gruppens "Sympathy for the Devil", som spelar en stor roll i romanen, men det tillät inte filmens budget.

### Låtlista
| 1.           | "Combination of the Two"                                  | Big Brother and the Holding Company | 5:47  |
| 2.           | "One Toke Over the Line"                                  | Brewer & Shipley                    | 3:43  |
| 3.           | "She's a Lady"                                            | Tom Jones                           | 2:53  |
| 4.           | "For Your Love"                                           | The Yardbirds                       | 2:36  |
| 5.           | "White Rabbit"                                            | Jefferson Airplane                  | 3:13  |
| 6.           | "A Drug Score – Part 1 (Acid Spill)"                      | Tomoyasu Hotei & Ray Cooper         | 0:52  |
| 7.           | "Get Together"                                            | The Youngbloods                     | 5:41  |
| 8.           | "Mama Told Me Not to Come"                                | Three Dog Night                     | 3:51  |
| 9.           | "Stuck Inside of Mobile with the Memphis Blues Again"     | Bob Dylan                           | 7:27  |
| 10.          | "Time Is Tight"                                           | Booker T. & the MG's                | 3:29  |
| 11.          | "Magic Moments"                                           | Perry Como                          | 3:04  |
| 12.          | "A Drug Score – Part 2 (Adrenochrome, the Devil's Dance)" | Tomoyasu Hotei & Ray Cooper         | 2:27  |
| 13.          | "Tammy"                                                   | Debbie Reynolds                     | 3:03  |
| 14.          | "A Drug Score – Part 3 (Flashbacks)"                      | Tomoyasu Hotei & Ray Cooper         | 2:26  |
| 15.          | "Expecting to Fly"                                        | Buffalo Springfield                 | 4:17  |
| 16.          | "Viva Las Vegas"                                          | Dead Kennedys                       | 3:23  |
| Total längd: | Total längd:                                              | Total längd:                        | 61:00 |